# Biloritschenskyj
Biloritschenskyj (ukrainisch Білоріченський; russisch Белореченский Beloretschenski) ist eine Siedlung städtischen Typs im Süden der ukrainischen Oblast Luhansk mit etwa 3400 Einwohnern.
Der Ort gehört administrativ zum Rajon Lutuhyne, das Rajonszentrum Lutuhyne ist 12 Kilometer südöstlich gelegen, die Oblasthauptstadt Luhansk befindet sich 20 Kilometer nordöstlich des Ortes.
Zur gleichnamigen Siedlungsratsgemeinde zählen auch noch die Ansiedlungen Komsomolez (Комсомолець; seit 2016 offiziell Kamjanyj Plast/Кам'яний Пласт), Komyschuwacha (Комишуваха), Sbirne (Збірне) und Schymschyniwka (Шимшинівка).
Biloritschenskyj wurde 1951 gegründet und erhielt 1957 den Status einer Siedlung städtischen Typ erhoben. Seit Sommer 2014 ist der Ort im Verlauf des Ukrainekrieges durch Separatisten der Volksrepublik Lugansk besetzt.